# Camillo Jerusalem
Camillo Jerusalem   (Viena, 3 d'abril de 1914 - Viena, 1 d'agost de 1979) fou un futbolista austríac retirat de les dècades dels 30 i 40.
Defensà els colors de l'Austria Wien entre 1930 i 1938. En començar la Segona Guerra Mundial marxà a França, al FC Sochaux. Temporalment estigué en captivitat Langres. En acabar la guerra el 1945 retornà a Viena, però el 1946 retornà a França i jugà a diversos clubs com Roubaix-Tourcoing o Colmar. Després marxà a Suïssa on jugà al Servette FC i més tard entrenà el Grenchen.
Jugà 12 partits amb la selecció austríaca i marcà 6 gols.

## Palmarès
- 1 Copa Mitropa: 1936
- 1 Campionat francès de futbol: 1947
- 1 Lliga suïssa de futbol: 1950
- 2 Copa austríaca de futbol: 1935, 1936